# Panzer VI Tiger
El Panzerkampfwagen VI Tiger I ( pronunciació (?·pàg.)) va ser un tanc pesant de la Segona Guerra Mundial, desenvolupat per l'Alemanya nazi, que entrà en servei a començaments de 1942 a l'Africa i a la Unió Soviètica, generalment en batallons independents de tancs pesats. Aquest model dotà l'exèrcit de terra alemany (Deutsches Heer) del seu primer carro de combat equipat amb el canó 8.8 cm KwK 36 (derivat del 8.8 cm Flak 36 antiaeri). En total, 1.347 unitats van ser fabricades entre l'agost de 1942 i l'agost de 1944. Després de l'agost de 1944, la seva producció es va anar reduint a favor del nou model Tiger II.
Mentre que el Tiger I ha estat definit com un disseny excepcional pel seu temps, també se l'ha considerat excessivament complex, emprant materials cars i mètodes de producció intensius. El Tigre I era propens a certs tipus d'avaries i ruptures de les erugues i estava limitat en quan a autonomia degut al seu elevat consum de combustible. Era costós de mantenir però en general era mecànicament fiable. Era difícil de transportar i vulnerable a quedar-se immobilitzat quan el fang, el gel i la neu es congelaven entre les seves rodes superposades i intercalades de patró Schachtellaufwerk, sovint encallant-les totalment. Aquest era el problema al Front Oriental a la temporada fangosa de la raspútitsa (primavera i tardor) i durant períodes de fred extrem.
El Tiger I va combatre a tots els fronts des de finals de 1942 fins a la rendició alemanya en 1945. Ferdinand Porsche li va donar el seu sobrenom de "Tigre" mentre que la numeració romana es va afegir després que el Tiger II entrés en producció. La denominació inicial fou la de "Panzerkampfwagen VI Ausführung H" (literalment "vehicle de combat blindat VI versió H", abreviat a PzKpfw VI Ausf. H) on la 'H' denotava Henschel com el dissenyador/fabricant. Va ser classificat a l'inventari d'artilleria amb la designació de Sd.Kfz. 182. (acrònim de "Sonderkraftfahrzeug 182", "vehicle per usos especials cent vuitanta-dos" en català). El tanc va ser posteriorment reanomenat com PzKpfw VI Ausf. E el març de 1943 (canviant la H per la E), amb la designació a l'inventari d'artilleria de Sd.Kfz. 181. El manual d'entrenament de la tripulació, el Tigerfibel es va convertir en una peça de col·leccionista.
Originalment desenvolupat sota el nom de Pzkw VI Ausf. H després d'una petició del OKW (Alt Comandament de l'Exèrcit de Terra), del projecte resultant en van sorgir l'Elefant (caçatancs "Elefant", Sd.Kfz. 184), el Tiger I (tanc "Tigre", Sd. Kfz. 181) i posteriorment el Tiger II o Königstiger ("Rei Tigre", Sd. Kfz. 182), el Jagdtiger (versió caçatancs amb un canó de 128 mm) i el Sturmtiger, un carro dissenyat per al combat urbà equipat amb un morter d'origen naval que disparava un projectil propulsat a coet de 380 mm.
En l'actualitat, només set tancs Tiger I romanen en museus i col·leccions privades arreu del món. Al 2021, un Tiger 131 (capturat durant la Campanya del Nord d'Àfrica) del Museu del Tanc del Regne Unit de Bovington Camp a Dorset, és l'únic exemplar restaurat en condicions de funcionament.

## Disseny
El Tiger es diferenciava principalment dels anteriors tancs alemanys en la seva filosofia de disseny. Els tancs alemanys que van precedir el Tiger estaven equilibrats en mobilitat, blindatge i potència de foc. A vegades tenien una capacitat de foc menor que la dels seus oponents, però per diverses causes, havien aconseguit sortir-ne ben parats.
El Tiger I va representar una nova aproximació que accentuava la potència de foc i la protecció a compte de la mobilitat. Els estudis de disseny per a un nou carro de combat pesant van començar a finals dels anys 1930, sense un pla de producció. L'empenta definitiva per al Tiger I va ser proporcionada per la qualitat del T-34 soviètic, encara que la necessitat d'un carro més potent que els Panzer III i Panzer IV es va fer notòria després d'enfrontaments contra els Matildes i Churchills.
Encara que el disseny i la disposició general eren similars al de l'anterior tanc mitjà, el Panzer IV, el Tiger pesava el doble. Això es devia al seu blindatge substancialment més gruixut, el canó de major mida, i conseqüentment un dipòsit major per a combustible i munició, un motor més gran i una transmissió i suspensió més sòlides. La semblança física va fer que en moltes ocasions es confonguessin els Panzer IV amb els Tigers.

### Protecció
El Tiger I tenia un blindatge frontal de 102 mm de gruix, en comparació amb els 80 mm dels últims models del Panzer IV, i 80 mm en els laterals i la part posterior. Això era molt efectiu per detenir bales antitanc de la majoria dels canons de la Segona Guerra Mundial en distàncies comunes de combat, especialment des del frontal. En distàncies més properes i pels flancs, el tanc era més vulnerable. El blindatge superior era de 25 o 40 mm de gruix, similar als moderns tancs. El seu blindatge lateral va ser un avantatge enorme davant el Panzer V Panther, que sofria massa amb el seu escàs blindatge lateral (només 45 mm davant els 80 mm del Tiger I).
Sent un tanc que va entrar en producció abans que el Panzer V Panther, a diferència d'aquest, el seu exterior contenia angles caçaprojectils, per la qual cosa la fortalesa del Tiger es basava exclusivament en el seu blindatge i la seva bona qualitat de l'aliatge. El Tiger II o Königstiger sí que va ser dissenyat amb absència de buits caçaprojectils.
Les plaques de blindatge eren planes, amb una construcció entrellaçada. Les unions per soldadura eren també d'alta qualitat, sent les parts dividides i soldades en comptes de reblades. Un motor de gasolina en la part posterior impulsava els pinyons davanters, que estaven muntats sota del vehicle. Per a la suspensió es va utilitzar barres de torsió, similars a les del Panzer III. La torreta deixava un espai lliure de 157 cm. La recàrrega del canó i el mecanisme de tret eren derivats del famós canó antiaeri 88.
El blindatge del tanc tenia un punt feble que els soviètics van descobrir i van explotar. Els radiadors eren vulnerables als trets de fusell contracarro efectuats des del lateral i la part posterior. La infanteria o carros lleugers de protecció no sempre estaven on se'ls necessitava, i quan els Tiger haurien de moure's per posicions ocupades per infanteria russa, aquesta obria foc granejat sobre les zones vulnerables, posant a les moles en seriosos conflictes.

### Potència de foc
El canó KwK 36 L/56 de 88 mm va ser la variant escollida per al Tiger i fou, juntament amb el Kwk 43 L/71 de 88 mm del Tiger II, un dels canons més efectius i temuts en la Segona Guerra Mundial. Aquest canó tenia una velocitat inicial de projectil de 840m/s amb munició fixa de 931 mm de llarg.
El canó del Tiger tenia una trajectòria molt plana i visors Zeiss TZF 9 b molt precisos. En assaigs britànics durant la contesa, va encertar cinc impactes successius en un blanc de 40 × 45 cm a uns 1.200 metres. Hi ha informes de tancs Tiger que van assolir al seu enemic en distàncies majors d'una milla (1.600 m aproximadament), encara que la majoria dels combats es lluitaven en distàncies menors. En una ocasió es va reportar d'un T34 destruït per un Tiger en una distància record de 3900 metres, encara que clarament aquest va ser un tret de sort no contribuïa molt a aixecar la moral dels soldats alemanys. La majoria dels trets s'efectuaven entre 800-1200 m, ja que la munició era cara i no es podien permetre malgastar-la, així com els seus enemics podien obrir foc abans sense els esmentats problemes.
La mida del Tiger va forçar la introducció de noves i complexes tecnologies, donant als enginyers una sèrie de desafiaments tècnics que no van ser completament superats. La torreta d'onze tones tenia un motor hidràulic accionat per l'impuls del motor principal; fins i tot així, tardava un minut a poder fer una rotació completa. El tanc tenia les rodes d'interval triples, la qual cosa aconseguia millor velocitat a través del camp, però també feia el seu manteniment més difícil. Una part de la precisió de l'artilleria, a més de les virtuts de les òptiques, la peça i l'entrenament, era el sistema de triple ajust de velocitat de gir de la torreta. L'artiller disposava d'un sistema de "marxes" per regular la velocitat de gir de la torreta. Era la "marxa" més fina, la que s'emprava en la fase final de l'apuntat contra objectius llunyans, la torreta tardava gairebé un minut a executar una rotació de 360 graus, la qual cosa facilitava molt la tasca d'aconseguir impacte amb el primer projectil.
El sistema de tret elèctric també va impressionar les tripulacions, els projectils per a Tiger eren diferents d'altres models de 88 mm, a causa del sistema d'ignició elèctrica del projectil, molt útil sobretot a partir dels 2000 m en eliminar la lleugera imprecisió causada pel percudir mecànic del cartutx.

### Mobilitat
Les rodes d'acer i goma estaven muntades en setze eixos independents, la qual cosa donava una conducció suau i estable per a un vehicle de gran mida. El sistema tenia els seus desavantatges: les rodes podien omplir-se de fang o neu que podia congelar-se. Els soviètics van descobrir això i de vegades decidien realitzar els atacs al matí, quan els Tiger estaven pràcticament immobilitzats, encara que va ser una tàctica emprada no només contra aquest tanc, sinó fins i tot contra la infanteria que en molts casos no podien disparar les seves armes o arrencar els seus vehicles. Malgrat tot, el Tiger I va ser un dels dissenys més fiables de tot l'arsenal alemany.
Les erugues tenien un ample de 725 mm. Per resoldre les restriccions entre el pes i la superfície de les erugues, la fila externa de rodes va haver de ser eliminada, i estrènyer les cadenes a 520 mm El tanc era massa pesant per a la majoria dels ponts, de manera que va ser dissenyat per travessar fins a quatre metres d'aigua. Això requeria mecanismes inusuals per a la ventilació i refrigeració. Per realitzar una submersió es necessitava uns 30 minuts de preparació. La torreta i el canó havien d'estar en posició frontal i tapats.
El tema del pes i els ponts feia que abans de planejar una operació fos vital buscar punts d'encreuament segurs, i malgrat tot moltes vegades no ho eren tant. La pressió que suportaven els enginyers era molt intensa, ja que a més d'haver de condicionar un pont per al pas de potser sol 3 o 4 vehicles (per la seva gran efectivitat els Tiger eren molt demandats, amb el que no era rar que s'operés a nivell de 3-4 carros en suport d'una zona, tenir reunida una força de més d'una Companyia era motiu d'alegria per a les tripulacions), l'enuig del comandament si la construcció cedia i el valuós Tiger se n'anava a l'aigua solia ser notable. Amb temps podien ser recuperables, però els encreuaments de pont obligaven que els companys del conductor descendissin del carro, se li alleugeria al tanc el més possible i avancés a pas de cargol, sense tocar marxes ni accelerador. Quan havia temps fins i tot se li descarregava munició i fuel, per augmentar les oportunitats de creuar amb èxit. Precisament aquest factor vegades feia que l'ús del Tigre no fos factible.
Una altra característica va ser la caixa de canvis hidràulica controlada per preselector i la transmissió semiautomàtica. El pes extrem del tanc també va significar un nou sistema de direcció. En comptes dels sistemes d'embragatge i fre dels vehicles més lleugers, es va utilitzar una variació del sistema britànic Merritt-Brown. El motor era inicialment un disseny de gasolina de Maybach de 21 litres i 590 cv, que aviat es va descobrir insuficient, pel qual seria canviat per un HL 230 P45 de 23,88 L.
El carro era més mòbil del que es creu, cosa molt diferent en el Tiger II. Com passava amb tots els carros pesants el fang era un dels seus principals enemics. Quan s'operava des de posicions defensives, era comú que el comandant de cada carro fes un tomb a trenc d'alba per comprovar els efectes de les pluges o el foc de fustigació nocturna sobre el terreny. Sabedores d'això, als russos els agradava llançar foc de morter sobre colls d'ampolla on suposaven que sotjaven els Tiger amb l'esperança de "caçar" algun comandant de carro, com de vegades aconseguien.

### Altres punts del disseny
La disposició interna era típica dels tancs alemanys. Davant hi havia el compartiment de tripulació, amb el conductor i el radi-operador establerts al capdavant. Darrere d'ells, el pis de la torreta, envoltat de plafons per formar un nivell de superfície continu. Això ajudava el carregador a recuperar la munició que estava guardada en ambdós laterals. Dos homes estaven asseguts a la torreta: l'artiller a l'esquerra del canó, i el comandant darrere d'aquest. El carregador disposava d'un seient retràctil a la torreta. La part posterior tenia el motor flanquejat per dos compartiments que contenia cada un tanc de combustible, un radiador i ventiladors.
Encara que el Tiger I era un dels tancs més fortament armats i blindats de la Segona Guerra Mundial, un oponent formidable per als tancs aliats, el seu disseny va ser conservador i tenia errors seriosos. Les plaques de blindatge planes eren simples comparades amb el blindatge inclinat del T-34, requerint un increment massiu del pes per proporcionar suficient protecció. El pes del tanc creava un desgast en la suspensió, mentre que el sistema complex de rodes requeria un manteniment exhaustiu. El sofisticat sistema de transmissió també era propens a errors.
Un dels majors problemes del Tiger I va ser el seu alt cost de producció. Durant la Segona Guerra Mundial es van construir més de 40.000 Sherman nord-americans i 58.000 T-34 soviètics, comparats amb els 1.350 Tiger I i els 500 Tiger II. Els dissenys alemanys eren cars en termes de temps, materials i diners: el Tiger I costava el doble que el Panzer V i quatre vegades més que l'Stug III.

## Història del disseny
Henschel & Sohn van començar el desenvolupament del Tiger a la primavera de 1937. En 1941, Henschel i unes altres tres companyies (Porsche, MAN i Daimler-Benz) van dissenyar un tanc de 35 tones amb un canó de 75 mm. L'aparició del T-34 va deixar aquests dissenys obsolets, i segons el dissenyador Erwin Adlers de Henschel hi havia una gran consternació quan es va descobrir que els tancs soviètics eren superiors que disposava la Wehrmacht». Es va demanar immediatament un augment de pes fins a les 45 tones i un canó del calibre 88.
La data escollida per als nous prototips va ser el 20 d'abril de 1942, el dia d'aniversari de Hitler. Amb el temps limitat, es va utilitzar els dissenys existents dels tancs més lleugers com a base per al nou tanc. A diferència del Panther, el disseny no incorporava les innovacions del T-34, l'avantatge del blindatge inclinat no es va incloure, però el gruix i pes del blindatge del Tiger compensava aquesta manca.
Porsche i Henschel van enviar els seus dissenys del prototip i van ser comparats a Rastenburg. El disseny d'Henschel va ser aprovat però havia d'utilitzar la torreta del disseny de Porsche. La producció del Panzerkampfwagen VI Ausf. E va començar l'agost de 1942. En aquell moment, se'n va demanar noranta de la versió de Porsche, que no van ser utilitzats sinó convertits en el Panzerjäger Tiger (P) també conegut com a Ferdinand, i després de les ordres de Hitler de l'1 i 27 de febrer de 1944, com a Elefant.
El Tiger estava en la seva fase de prototip quan es va afanyar a entrar en servei, i després els canvis, tant els importants com els menors, es van realitzar durant la seva producció. Un redisseny de la torreta amb una cúpula més baixa i segura va ser el canvi més significatiu. Per retallar els costos, la capacitat de submergir-se i el sistema de filtratge de l'aire van ser eliminats.

## Producció
La producció del Tiger I va començar l'abril de 1942, i es fabricaren 1.355 unitats fins a agost de 1944 quan la seva producció va ser cancel·lada. Es va iniciar la construcció dels tancs a un ritme de 45 al mes, assolint el màxim l'abril de 1944 amb 104 al mes. El màxim nombre de tancs va ser de 671 l'1 de juliol de 1944. En termes generals, costava el doble de temps construir un Tiger I que un altre carro de combat alemany. Quan el Tiger II va començar la seva producció el gener de 1944, la del Tiger I seria detinguda.
Com tots els tancs de l'Alemanya nazi, el Tiger I patiria nombroses modificacions al llarg de la seva producció, amb la finalitat d'aconseguir millores en les prestacions o per adaptar-se a l'escassetat de materials.

## Combat
Els Tiger podien destruir la majoria dels seus oponents, els T-34, Sherman o Churchill IV en distàncies superiors de 1.600 m Com a contrast, el canó de 76,2 mm del T-34 no podia perforar al Tiger I frontalment en qualsevol distància, però podia penetrar el blindatge lateral a 500 m disparant la munició BR-BR-350P APCR. El canó de 85 mm del T-34-85 podia perforar el Tiger frontalment en una distància de 1.000 m, i en els costats a més de 1.000 m El canó de 120 mm de l'IS-2 podia destruir al Tiger I en distàncies majors d'un quilòmetre des de qualsevol punt.
El canó de 75 mm del M4 Sherman no podia penetrar frontalment el Tiger en qualsevol distància i necessitava ser dins dels 500 m per aconseguir una perforació lateral. El canó britànic de 17 lliures del Sherman Firefly, disparant munició APDS podia destruir el tanc alemany a més de 1.500 m, encara que aquesta munició va ser molt rara. El canó de 76 mm disparant la munició comuna APCBC no podia perforar el blindatge frontal, i havia de ser dins del radi dels 1.000 m per a un impacte lateral amb èxit.
Quan les distàncies s'escurcen, els canons poden realitzar més danys. La potència de foc del Tiger I significava que podia destruir els seus oponents en distàncies que ells no podien respondre efectivament. En terreny obert aquest era el seu major avantatge tàctic. Els tancs enemics havien de flanquejar per poder destruir un Tiger, una cosa estesa a la majoria de models pesades alemanyes, que en els espais tancats eren fàcilment destruïdes, ja que la seva baixa mobilitat i velocitat els feien vulnerables a les armes, que en curtes distàncies sí que eren letals.
El Tiger va entrar en acció per primera vegada el setembre de 1942 a prop de Leningrad. Sota la pressió de Hitler es va posar al tanc en acció mesos abans del planejat i els primers models van demostrar que eren mecànicament fràgils. A la seva primera acció el 23 de setembre de 1942, molts dels primers Tiger van ser destruïts. D'altres van ser assolits per l'artilleria antitanc soviètica. Un dels tancs va ser capturat pràcticament intacte, la qual cosa va permetre als soviètics fer estudis i preparar una resposta.

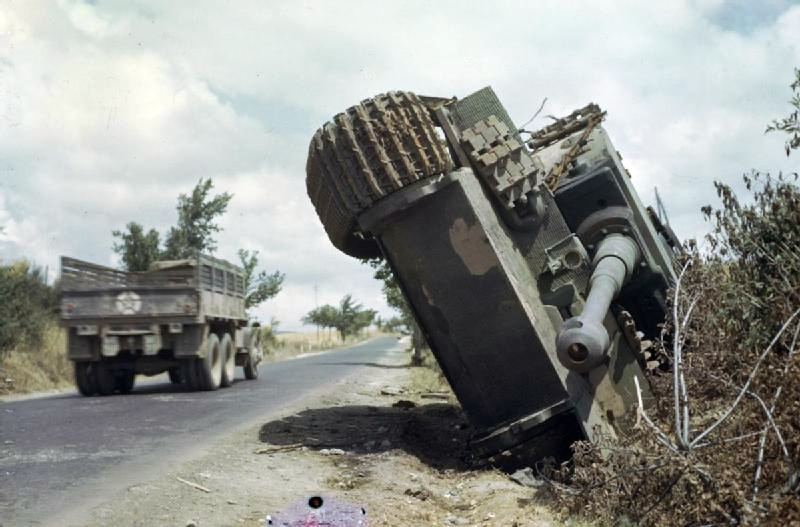
Tiger destruït en una cuneta, 18 de juny de 1944, al nord de Roma.

En els primers combats a l'Àfrica del nord, el Tiger podia dominar els tancs aliats en terreny ampli. Tanmateix, els errors mecànics significa que rarament podien entrar en acció. En una repetició de l'experiència de Leningrad, almenys un Tiger va ser assolit pels canons antitanc britànics de sis lliures. Aquestes experiències va demostrar que les armes fabuloses no eren el substitut de tàctiques correctes.
En l'ofensiva de Kursk el Tiger va tenir un gran èxit en combat. Entre l'1 de juliol de 1943 i l'1 de setembre del mateix any el s.Pz.Abt 503 va reclamar la destrucció de 501 carros de combat enemics (en el seu mayoria T-34 segon, però també KV-1 i un petita porció de tancs anglo-americans, de fet uns 50 churchill van ser desplegats al sector central del sortint i el van passar bastant malament en seus encontres amb la nova generació de Panzer) 388 canons antitanc (de 76,2 mm i alguns antiaeri de 85 mm) 79 peces d'artilleria pesant i 7 avions, aquests últims destruïts aparentment en arrasar un aeròdrom. En el mateix període el battallon va perdre 18 Tigres destruïts sense possibilitat de reparació, 7 d'ells incendiats.
El Tiger era més lent que la majoria dels altres carros de combat de la guerra, però una velocitat típica per als tancs pesants i de suport d'infanteria. La velocitat màxima era de 38 km/h, comparada amb els 37 km/h del seu oponent més proper, l'IS-2, encara que rares vegades s'arribaven a aquestes velocitats a causa dels problemes que generava per a tots els components mecànics. Ambdós eren més lents que els tancs mitjans i menys manejables.
El blindatge i la capacitat de foc del Tiger eren temuts per tots els seus oponents. Una tàctica aliada era enfrontar-se al Tiger com un grup, un atraient l'atenció de la tripulació del Tiger, mentre que els altres atacaven pels laterals o la part posterior, una cosa que ja feien els Panzer III contra els primers T-34s. Ja que la munició i el combustible es guardava en els laterals, una perforació lateral solia destruir el tanc. Tot i així, els manuals dels carristes dels M4 Sherman deien que per enfrontar-se a un Tiger, havia de realitzar-se per un grup de 4 unitats i comptar a perdre'n almenys 3 (en el cas del Sherman Firefly).
Els Tiger eren utilitzats en batallons de tancs pesants sota el comandament de l'Exèrcit. Es desplegaven en sectors crítics, per realitzar operacions de ruptura del front o contraatacs. Algunes divisions, com la Divisió Großdeutschland o divisions del Waffen-SS tenien un grapat de Tiger. El Tiger està associat particularment al SS-Haupsturmführer (Capità) Michael Wittmann i el 501è Batalló SS de Tancs Pesants, que va ser un dels comandants de tanc més reeixits de la Segona Guerra Mundial.
Uns deu comandants del tanc Tiger tenen més de 100 baixes en el seu compte, incloent Johannes Bölter amb més de 139, Otto Carius amb més de 150, Kurt Knispel amb 168 i Michael Wittmann amb 138.

## El Tiger capturat de 1943
El maig de 1943, un Tiger del Afrika Korps (número de torreta 131) va ser capturat després d'un combat contra tancs Churchill a Tunísia. Va ser reparat i va exhibir-se a Tunísia abans de ser enviat a Anglaterra per a una inspecció acurada. Els aliats occidentals, tanmateix, van fer poc per preparar-se per combatre el Tiger malgrat que el nou tanc era superior als propis.
Aquesta conclusió estava basada en part a la correcta estimació que el Tiger seria produït en un relatiu nombre petit. També es basava en la doctrina de l'Exèrcit dels Estats Units, que no emfatitzava el combat entre tancs, confiant al seu lloc en l'ús de caçacarros.
El 25 de setembre de 1951 el tanc capturat va ser lliurat al Museu del tanc de Bovington pel Ministeri de Subministraments britànic. El juny de 1990, es van realitzar reparacions per restaurar el tanc perquè aquest fos posat en funcionament. El desembre de 2003, el Tiger 131 va tornar al museu amb un motor completament funcional després d'una extensa restauració.

## La resposta soviètica
El Tiger I havia nascut per la necessitat d'un tanc pesant i la guerra contra l'URSS va potenciar la necessitat d'un carro de combat pesant capaç de fer front als nous models soviètics KV-1 i T-34, que malgrat els problemes d'abastament i altres, eren tancs millor protegits i armats que els alemanys de l'època. L'aparició d'aquests carros va fer que l'exèrcit alemany donés prioritat a aquest projecte, així com a la creació del Panther en resposta directa al T-34.
Fins a l'aparició del Tiger, els soviètics s'enfocaven en grans quantitats de producció; les grans modificacions eren eliminades, ja que interrompien la producció i només es permetien petits ajusts. La resposta soviètica va tenir diverses formes. En primer lloc es van instal·lar canons més potents als carros, on el D-5 T va donar bons resultats i va ser àmpliament usat, en especial pel T-34 (després usaria el ZiS-S-53).
S'havia demanat el desenvolupament d'un canó autopropulsat de 152 mm El SU-152 va passar del concepte de disseny a les proves de terreny en només 25 dies. Malgrat haver estat concebut com a artilleria autopropulsada, ràpidament es va transformar en un potent caçacarros pesant. A més, el projecte soviètic del tanc pesant va ser renovat, donant com a resultat el tanc Ióssif Stalin 2 (IS-2) amb un canó de 122 mm a començaments de 1944 capaç de fer front als tancs alemanys de l'època i d'aguantar els seus impactes.

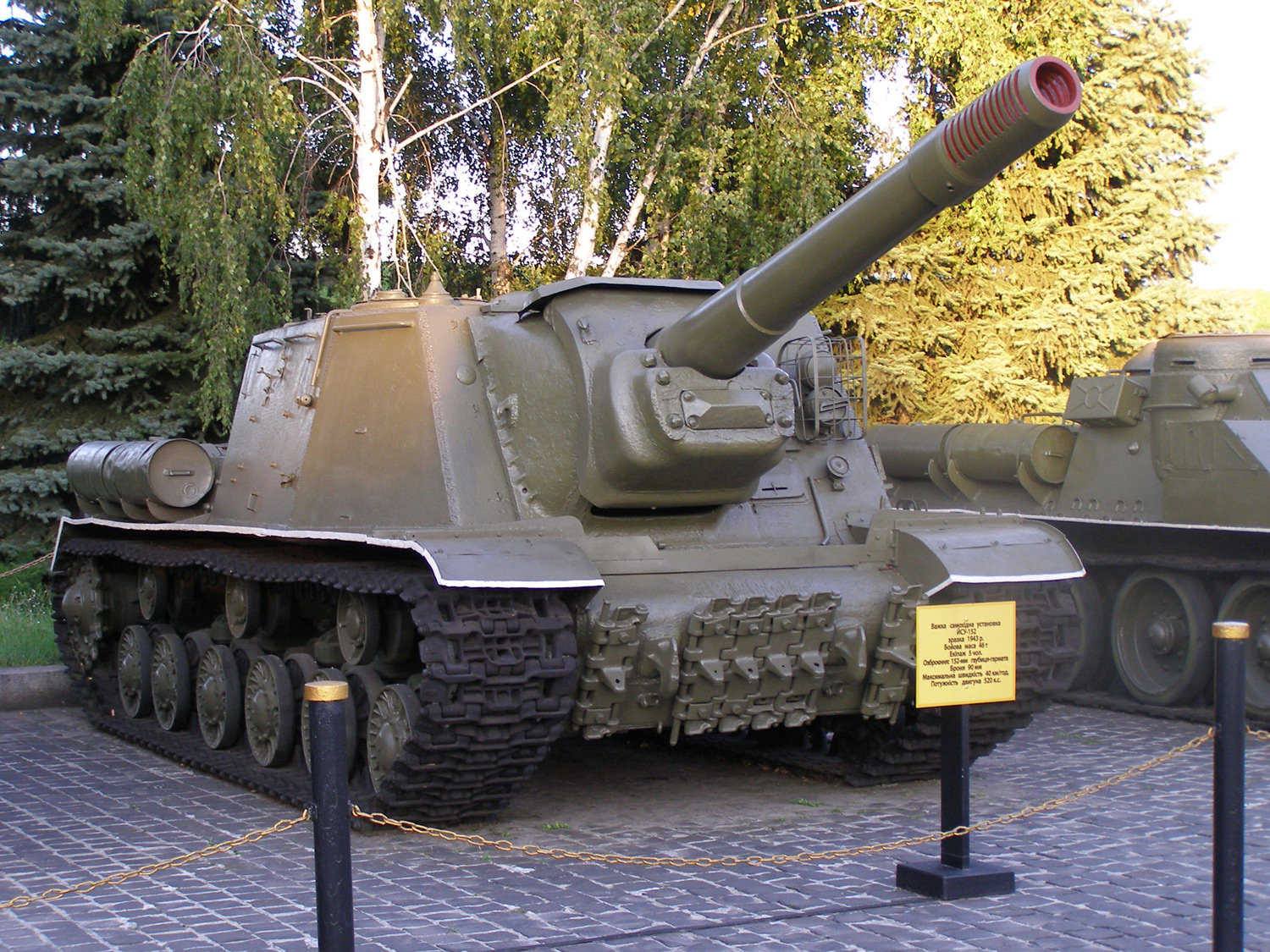
El ISU-152, la resposta soviètica al Tiger.

El major desafiament per als tancs soviètics eren les seves produccions en massa comparada amb l'escassetat de producció dels dissenys pesants alemanys. Es van construir 58.000 T-34 junt amb 4.600 KV-1 i prop de 3.500 IS-2. Un total de 66.000 tancs mitjans i pesades soviètiques davant els 1.350 Tigers que a tota hora van ser insuficients. Això van ser a causa que era un projecte de baixa prioritat, és a dir, les produccions de Panzer IV i Panthers s'havien de complir tant sí com no i només a començaments de 1945 se li va donar prioritat al Tiger II, quan ja no es podia accelerar massa la producció a causa dels incessants atacs aeris. De tots els T-34s, uns 22.000 eren T-34-85, capaces de posar fora de combat els Tigers i Panthers frontalment, amb la qual cosa els carros pesants van començar a tenir serioses dificultats per vèncer en combats directes a causa del nombre d'efectius.
A més de la producció, la proporció mitjana de baixes de 5,74 a 1 a favor dels Tiger no era suficient. Algunes unitats Tiger van superar aquesta proporció com la 13 Companyia/Regiment Panzer Grossdeutschland (16,67 a 1), la SS-Panzer-Abteilung 103 (12,28 a 1) i la Panzer-Abteilung 502 (13,08 a 1). Hem de comprendre que moltes d'aquestes baixes, sobretot de carros T-34s, són degudes que el model soviètic fins i tot portava el canó de 76,2mm, que amb moltes dificultats podia enfrontar-se a aquest carro, a més a més dels carros lleugers com els T-60 i T-70 que s'empraven com a carros mitjans en comptes de carros lleugers.

## Nombre total de Tiger
Encara que 1.350 és la xifra comuna, una revista de la Segona Guerra Mundial mostrava la xifra de 1.355 en l'edició gener de 1944. En el llibre Die deutsche Panzertruppe (1999) es dona com xifra, incloent el prototip, de 1.347. Altres fonts suggereixen 1.500 carros.